# Aymeric Belgický
Princ Aymeric Belgický (Aymeric Auguste Marie; * 13. prosince 2005) je třetí dítě a druhý syn prince Laurenta a princezny Claire Belgické. V současné době je šestnáctý v řadě nástupnictví na belgický trůn.

## Život
Princ Aymeric se narodil předčasně 13. prosince 2005 ve Fakultní nemocnici Saint-Luc ve Woluwe-Saint-Lambert. Má starší sestru, princeznu Louisu (narozená 2004), a staršího bratra, dvojče, prince Nicolase.
Princové Aymeric a Nicolas byli pokřtěni otcem Guyem Gilbertem v roce 2007 na jeho farmě na jihu Francie, ale tato fáma nikdy nebyla palácem potvrzena. Jména kmotrů a kmoter nikdy nebyla zveřejněna a on a jeho bratr byli ukázáni veřejnosti šest měsíců po jejich narození.
Se svojí rodinou žije ve Ville Clementine v Tervuren. Aymeric navštěvuje stejnou školu jako jeho sestra a bratr, francouzské lyceum v Bruselu.
Dne 29. května 2014 přijal se svým bratrem, princem Nicolasem, první svaté přijímání v Sainte-Catherine Bonlez ve čtvrti Chaumont-Gistoux v provincii Valonský Brabant, za účasti královské rodiny.

## Tituly a oslovení
Jeho celý titul je "Jeho královská Výsost princ Aymeric Auguste Marie Belgický".
Kvůli reformě v roce 2013 nedostane princ Aymeric žádné peníze a nebude mít žádnou oficiální roli. Také, protože je pouze vnukem panovníků, nebude moci svým dětem předávat titul „princ belgický“, ale pouze titul prince ze Saska-Kobursko-Gothajska (název původu dynastie).